# ЖХК Королеви Дніпра
ЖХК «Королеви Дніпра» — український жіночий хокейний клуб з м. Дніпро, виступає у Чемпіонаті України з хокею серед жінок.  
Домашні ігри проводить на ковзанці «Льодова Арена» вул. Набережна Заводська 53. Дніпро, тренування на «Міст Айс». 
Кольори клубу: чорний та помаранчевий. Нові кольори клубу з 2017 року: фіолетовий (темний індиго) та жовтий.

## Історія клубу
Заснований офіційно у жовтні 2016 року. Основу команди складають професійні спортсменки-фігуристки міста Дніпро.
Стали першими чемпіонками України з хокею в 2017 році.

## Досягнення
Чемпіонат України:
 Чемпіон (2): 2017, 2020
 Віце-чемпіон: (1): 2018
 Бронзовий призер: (1): 2022

## Склад команди
Основні скорочення:

А — асистент, К — капітан, Л — ліва, П — права, ЛК — лівий крайній, ПК — правий крайній, Ц — центровий,  — травмований.
Станом на 15 січня 2017
| Воротарі | Воротарі | Воротарі           | Воротарі | Воротарі        | Воротарі         |
| #        | Країна   | Гравець            | Захват   | Дата народження | Місце народження |
| -------- | -------- | ------------------ | -------- | --------------- | ---------------- |
| 19       | Україна  | Олександра Лисенко |          | 25 липня 1988   | Дніпро, Україна  |
| 73       | Україна  | Марина Лисенко     |          | 12 вересня 1987 | Дніпро, Україна  |

| Захисники | Захисники | Захисники         | Захисники | Захисники        | Захисники        |
| #         | Країна    | Гравець           | Кидок     | Дата народження  | Місце народження |
| --------- | --------- | ----------------- | --------- | ---------------- | ---------------- |
| 11        | Україна   | Наталія Громика   |           | 6 серпня 1982    | Дніпро, Україна  |
| 13        | Україна   | Наталія Суботіна  |           | 12 лютого 1985   | Дніпро, Україна  |
| 16        | Україна   | Інна Родоманова   |           | 6 серпня 1984    | Дніпро, Україна  |
| 17        | Україна   | Олександра Сердюк |           | 7 травня 1995    | Дніпро, Україна  |
| 21        | Україна   | Катерина Рудченко |           | 23 липня 1997    | Білорусь         |
| 24        | Україна   | Вікторія Лаломова |           | 10 червня 1993   | Дніпро, Україна  |
| 25        | Україна   | Тетяна Лубенець   |           | 20 березня 1981  | Дніпро, Україна  |
| 26        | Україна   | Анастасія Салик   |           | 26 березня 1992  | Дніпро, Україна  |
| 27        | Україна   | Катерина Вітренко |           | 4 листопада 1990 | Дніпро, Україна  |
| 78        | Україна   | Ольга Білоусова   |           | 23 жовтня 1978   | Дніпро, Україна  |

| Нападники | Нападники | Нападники          | Нападники | Нападники       | Нападники        | Нападники |
| #         | Країна    | Гравець            | Кидок     | Дата народження | Місце народження |           |
| --------- | --------- | ------------------ | --------- | --------------- | ---------------- | --------- |
| 5         | Україна   | Ольга Євтєхова     |           | 4 лютого 1977   | Дніпро, Україна  |           |
| 8         | Україна   | Тетяна Ткаченко    |           | 8 червня 1981   | Дніпро, Україна  |           |
| 10        | Україна   | Христина Андрух    |           | 1993            | Дніпро, Україна  |           |
| 12        | Україна   | Олена Кривонищенко |           | 12 квітня 1984  | Дніпро, Україна  |           |
| 14        | Україна   | Ольга Земляна      |           | 6 жовтня 1978   | Дніпро, Україна  |           |
| 15        | Україна   | Олена Вітренко     |           | 12 липня 1999   | Дніпро, Україна  |           |
| 18        | Україна   | Олена Ткачук       |           | 11 лютого 1987  | Дніпро, Україна  |           |
| 20        | Україна   | Уляна Войтик       |           | 12 жовтня 1989  | Білорусь         |           |
| 33        | Україна   | Ірина Постнова     |           | 7 травня 1977   | Дніпро, Україна  |           |
| 77        | Україна   | Валерія Манчак     |           | 17 березня 1997 | Дніпро, Україна  |           |

### Керівництво
- Президент — Тетяна Ткаченко

### Тренерський штаб і персонал
- Головний тренер — Олександр Лаломов